# Ian Swales
Ian Cameron Swales (ur. 5 kwietnia 1953 w Leeds) – brytyjski polityk Liberalnych Demokratów, deputowany Izby Gmin.

## Działalność polityczna
W okresie od 6 maja 2010 do 30 marca 2015 reprezentował okręg wyborczy Redcar w brytyjskiej Izbie Gmin.